# Stonewall (film 1995)
Stonewall è un film del 1995 diretto da Nigel Finch. Si tratta dell'ultimo film girato dal regista britannico. Il film si basa sul libro omonimo di Martin Duberman.

## Trama
Alcuni gay e transessuali newyorchesi subiscono molestie da parte della polizia allo Stonewall Inn, il che, dopo qualche tempo, sfocia nei Moti di Stonewall che porteranno alla nascita del movimento di liberazione omosessuale.

## Inesattezze
L'opera contiene qualche licenza poetica, o errore storico, fra i quali:
- Il «sip-in», cioè la bevuta di protesta con giornalisti al seguito, si svolse nel 1966 (non 1969) e non arrivò allo Stonewall inn, perché gli alcolici non furono serviti liberamente in tutti i bar come nel film, ma furono rifiutati al Julius.
- Il film sostiene la versione secondo cui la morte di Judy Garland sarebbe stata uno dei motivi dello scoppio della rivolta, mentre la storia è più complessa.
- Nel finale è Bostonia a colpire per prima un poliziotto con un pugno mentre sta per essere caricata sul cellulare, ma non si sa chi effettivamente iniziò la protesta e come.